# Lhakpa Sherpa
Lhakpa Sherpa (également Lakpa) est une alpiniste népalaise.

## Biographie
Lhakpa a gravi le Mont Everest dix fois, ce qui est le record du monde pour les femmes. En 2000, elle devint la première Népalaise à escalader et puis redescendre de l'Everest. D'une famille de 11 enfants , Lhakpa a grandi au bord du Makalu dans le Népal. Elle a deux filles et un fils, et a été mariée à George Dijmarescu, un Roumain-Américain durant 12 ans. Ils se sont rencontrés en 2000 à Katmandou, Népal et se sont mariés en 2002,. En 2016, plusieurs journaux ont publié un article sur elle et l'ont reconnue comme étant la femme à avoir escaladé le plus de fois les sommets du Mont Everest, après qu'elle eut cette année-là terminé sa septième ascension,.
Lhakpa a grandi dans la région du Makalu, au Népal, et en 2000, elle a été cheffe d'une expédition commanditée par Asian Trekking . Le 18 septembre 2000, elle est devenue la première femme népalaise à avoir escaladé le sommet de l'Everest et à avoir survécu (voir aussi Pasang Lhamu Sherpa). Cette ascension avait été organisée par l'Expédition Millenium des Femmes népalaises.
En 2003, les médias des États-Unis avaient remarqué qu'elle avait escaladé le Mont Everest, à trois reprises, ce qui était un record mondial pour les femmes. En mai 2003, elle a atteint le sommet avec sa sœur Mingma Gelu et son frère Ming Kipa. Sa petite sœur Mingma avait 15 ans quand elle atteint le sommet le 22 mai 2003, devenant ainsi la plus jeune personne connue dans le monde à avoir atteint le sommet du Mont Everest (voir aussi Temba Tsheri et Jordan Romero). En 2016 son frère Mingma Gelu Sherpa avait atteint le sommet de l'Everest huit fois. , La BBC a noté que c'était la première fois que trois frères et sœurs atteignaient le sommet ensemble et figurent à ce titre dans le Livre Guinness des Records du Monde. En 2004, lors de l'expédition Everest Connecticut Lapka fut blessée gravement lors d'une altercation avec son mari. ,
En 2007, George avait atteint le sommet de l'Everest à neuf reprises depuis 1999 et Lhakpa six fois. Cette année-là, ils ont organisé une conférence relatant l'expédition de 2007, les bénéfices de la conférence allant à l'école maternelle de Quaker Lane. George et Lhapka ont atteint le sommet du Mont Everest 5 fois ensemble. En 2008, George souffrait d'un cancer, les frais médicaux et la maladie de Georges auraient contribué aux tensions dans le mariage.
Lhapka signifie « mercredi » et l'alpiniste doit son prénom au jour de la semaine où elle est née, suivant la coutume sherpa. Bien que née au Népal, elle est maintenant  résidente des États-Unis et se consacre à ses trois enfants et divers emplois. Elle a travaillé dans l'enseigne de commerces américaine 7-Eleven,. Cependant, dans ses entretiens elle évoque son désir de la montagne, comme d'autres grimpeurs tels que George Mallory et Yuichiro Miura selon le journal britannique, Le Daily Telegraph.
Pour sa septième ascension de l'Everest, Lhapka atteint en 2016 le sommet via le Tibet (Chine).
En 2018, elle bat à nouveau le record féminin du plus grand nombre d'ascensions de l'Everest, et atteint le sommet le 16 mai 2018, le gravissant pour la neuvième fois. Elle mène son exploit avec Kami Rita Sherpa, qui atteint la cime le même jour et bat lui le record masculin du plus grand nombre d’ascensions, en grimpant l'Everest pour la vingt-deuxième fois.

## Historique de ses ascensions
Ascensions du Mont Everest
1. 2000[5]
2. 2001[6]
3. 2003[6],[10]
4. 2004[6],[18]
5. 2005[6],[19]
6. 2006[6],[20]
7. 2016[7],[17]
8. 2017 [ à vérifier ]
9. 2018[2]
10. 2022[1]

Autres expéditions:
- Expédition du K2 en 2010. En raison du mauvais temps ne put aller jusqu'au sommet mais parvint jusqu'au camp 3[9],[4]
- Expédition de l'Everest en 2015. Alla jusqu'au camp de base au Tibet, mais dut rebrousser chemin en raison des tremblements de terre dans l'Himalaya[4].
- Expédition du K2 réussie en 2023.[réf. nécessaire]